# Strobilanthes paucinervis
Strobilanthes paucinervis är en akantusväxtart som beskrevs av T. Anders. och C. B. Cl.. Strobilanthes paucinervis ingår i släktet Strobilanthes och familjen akantusväxter. Inga underarter finns listade i Catalogue of Life.